# Gyna kazungulana
Gyna kazungulana es una especie de cucaracha del género Gyna, familia Blaberidae.

## Distribución
Esta especie se encuentra en Zambia.